# Брасу-ду-Норти
Брасу-ду-Норти (порт. Braço do Norte) — муниципалитет в Бразилии, входит в штат Санта-Катарина. Составная часть мезорегиона Юг штата Санта-Катарина. Находится в составе крупной городской агломерации Агломерация Тубаран. Входит в экономико-статистический микрорегион Тубаран. Население составляет 33 450 человек на 2024 год. Занимает площадь 211,63 км². Плотность населения Брасу-ду-Норти 158,1 /км².
Праздник города — 22 октября.

## История
Город основан 22 октября 1955 года.

## Статистика
- Валовой внутренний продукт на 2004 составляет 314.232.205,00 реалов (данные: Бразильский институт географии и статистики).
- Валовой внутренний продукт на душу населения на 2004 составляет 10.868,57 реалов (данные: Бразильский институт географии и статистики).
- Индекс развития человеческого потенциала на 2000 составляет 0,846 (данные: Программа развития ООН).

## География
Климат местности: субтропический.